# Зеблазы
Зеблазы (укр. Зеблази, до 2021 г. — Зеблозы) — село в Кременецкой городской общине Кременецкого района Тернопольской области Украины.
Код КОАТУУ — 6123489003. Население по переписи 2001 года составляло 149 человек.

## Географическое положение
Село Зеблозы находится на расстоянии в 1 км от города Кременец и села Чугали.
Рядом проходит автомобильная дорога Р-26.

## История
- 1700 год — дата основания.